# Имперский союз молота

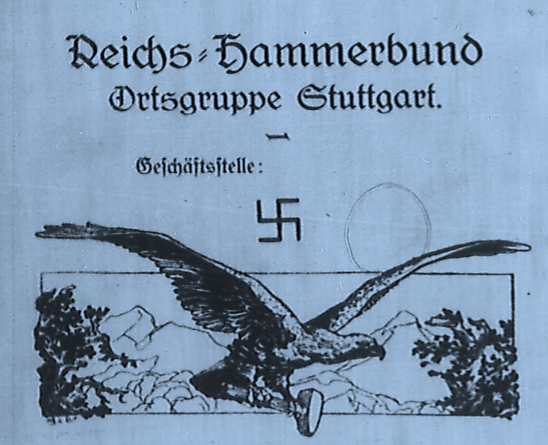
Reichshammerbund

«Имперский союз молота» (нем. Reichshammerbund) — антисемитское общество в рамках немецкого националистического движения фёлькише, существовавшее в Германии в начале XX века. Основано в 1912 году Теодором Фричем.
Сестринской организацией союза был «Германский орден» (Germanenorden), также появившийся в 1912 году при Фриче; это была подпольная группа для ведущих членов общества, которые хотели работать тайно, тогда как Reichshammerbund был открытым.

## История
Основатель ариософии Гвидо фон Лист предпочитал роль мистагога и мастера в окружении учеников, поэтому он ставил задачу передать свои идеи последователям из различных расистских организаций вильгельмовской Германии. Среди тех, на кого его идеи производили глубокое впечатление были полковник Карл Август Хельвиг, Георг Хауэрштайн старший, Бернард Кернер, Филипп Штауфф и Эберхард фон Брокхузен. Посредством этих лиц оккультно-националистическое учение Листа было заимствовано в правые организации Германии. Хельвиг и Хауэрштайн стали одними из основателей Reichshammerbund, созданной в мае 1912 в Лейпциге, а Керенер, Штауфф и Брокхузен занимали ключевые посты в Germanenorden, подпольной филиации последней. Reichshammerbund и Germanenorden были крайне антисемитскими группами, многое почерпнувшими у Теодора Фрича, наиболее крупной фигуры предвоенного немецкого антисемитизма и немецкой политики периода между 1900 и 1914 годами.
В 1912 году Генрих Класс, лидер антисемитов в Лиге пангерманистов под влияние внешнеполитических проблем опубликовал политический манифест «Если бы я был Кайзером!», призвавший к установлению диктатуры и роспуску парламента, и обличавший евреев. Фрич опубликовал в своём журнале «Молот» обзор книги и дал рекомендации своим читателям к немедленному исполнению её идей. 24-25 мая 1912 года Фрич в своём доме в Лейпциге провёл встречу с двадцатью влиятельными пангерманистами и антисемитами. В результате были созданы две группы, ставившие целью распространение их идей в немецком обществе. Reichshammerbund была возглавлена Карлом Августом Хельвигом, демобилизованным полковником из Касселя и членом Общества Гвило фон Листа с марта 1908 года. Reichshammerbund была создана в 1912 году как союз всех существующих групп «Молот»; Герман Поль, канцлер палаты мер и весов Магдебурга, возглавил Germanennorden, её тайную организацию-близнеца. На Reichshammerbund повлияли идеи Листа. В феврале 1912 года Хельвигом была создана конституция Reichshammerbund. Исполнительную власть осуществлял Bundeswart, должность, которую занимаемал Хельвиг, имелась также Ehrenbun-deswert, почётная должность для Фрича и Armanenrat из двенадцати членов, название которого связано с арманизмом Листа. От новых членов требовалопсь Reichshammerbund гарантировать чистоту своей «арийской» крови и крови своих супруг или супругов, ибо их потомство должно было стать главным оружием в борьбе с евреями. В апреле 1912 года были внесены дополнительные указания, предполагавшие сотрудничество с католиками, предписывавшие пропаганду в среде таких категорий, как рабочие, крестьяне, учителя, гражданские служащие, офицеры вооруженных сил и, что было особенно важно, студенты университетов. Согласно переписке Юлиуса Руттингера, главы Нюрнбергской ветви общества происходил медленный рост организации, а также постоянные внутренние раздоры. Согласно отчетам нюрнбергской группы, в конце 1912 года число ее членов составляло 23 человека. К июню 1913 года в Германии существовало девятнадцать филиалов общества; наибольшей активностью отличалась гамбургская группа. Несмотря на распространение тысяч листовок и активную пропаганду, союз смог набрать не более нескольких сотен членов. Весной 1914 группа Reichshammerbund в Мюнхене была возглавлена Вильгельмом Ромедером, лидером Deutscher Schulverein и членом Общества Листа с 1908 года. Многие члены одновременно принадлежали обеим организациям.
В 1919 году группа, по инициативе друга Фрича Альфреда Рота вошла в Немецкий народный союз обороны и наступления в рамках своей политики формирования зонтичного антисемитского движения.

## Идеология
Опираясь на журнал «Молот», основанный Фричем в 1902 году, члены общества утверждали, что еврейское влияние заразило Германию, и пытались доказать, что их расизм имеет биологическую основу. Целью группы была координация деятельности множества небольших антисемитских организаций, действовавших в то время, и привлечение как можно большего их числа под свое знамя. Будучи скорее движением, чем политической партией, общество стремилось быть выше партийной политики и поощрять обновление немецкого образа жизни в антикапиталистической перспективе. Боевым знаком группы была свастика. Основополагающим документом Reichshammerbund стала книга Виллибальда Хентшеля «Варуна», вышедшая в 1901 году, в которой проповедовались расовая чистота и антисемитизм.
Союз приветствовал начало Первой мировой войны как возможность избавиться от мягкотелости Германии и вернуть страну к ее суровым, милитаристским корням. С 1914 года группа взяла на себя ведущую роль в сборе анекдотических свидетельств, касающихся участия евреев в военных действиях Германии, большая часть которых позже составила основу легенды об ударе в спину.